# Helga Schauerte-Maubouet
Helga Elisabeth Schauerte-Maubouet (Lennestadt, Alemanya Occidental, 8 de març de 1957) és una organista, concertista internacional, musicòloga, escriptora i editora musical franco-germanica. Schauerte ha gravat totes les obres per a orgue de Jehan Alain, Dietrich Buxtehude i Johann Sebastian Bach (en procés), com també certes obres de Buttstett, Corrette, Reger, Boëllmann, Dubois i Langlais, que comprenen una trentena d'enregistraments.
Treballa com a artista a Europa i als Estats Units. És organista de l'Església luterana alemanya a París i ensenya en el Conservatori Nadia et Lili Boulanger d'aquesta ciutat. És membre i jurat de concursos internacionals d'orgue. Va ser alumna i deixebla de Marie-Claire Alain.

## Biografia
Helga Schauerte-Maubouet va néixer el 8 de març de 1957, a Lennestadt, Alemanya Occidental. Schauerte-Maubouet va rebre la seva llicenciatura (batxillerat) a St Franziskusschule, Olpe, el 1976. Helga Schauerte va confessar que s'havia sentit atreta per l'orgue des de petita. Va fer la seva primera aparició pública com a organista, als 10 anys, i va ser organista en cap a la parròquia de la seva localitat als 13 anys. La seva primera aparició pública com a organista va ser per accident, precisament un dia després del seu desè aniversari, quan un pastor estava buscant un organista per tocar en dos serveis i va trucar al pare de Schauerte-Maubouet per preguntar si el seu germà estava disponible; ell no es trobava a la ciutat, però Helga Schauerte-Maubouet sí que hi era i, malgrat que era molt jove, era capaç d'improvisar i acompanyar tots els himnes de l'església en Fa major. El seu primer recital d'òrgan en solitari va ser a l'edat de 17 anys.
Després d'obtenir el títol de llicenciatura (1976) estudià música a la Staatliche Hochschule für Musik Köln, així com filosofia i pedagogia a la Universitat de la ciutat de Colònia. En la classificació per orgues de Viktor Lukas, el repertori va ser focalitzat en Bach i Reger. Per a l'estudi de música d'orgue francesa i italiana, va participar en els cursos d'estiu d'orgue amb Marie-Claire Alain (Saint-Donat, 1978), André Marchal, Xavier Darasse (Tolosa de Llenguadoc, 1979), Michael Radulescu i Luigi Tagliavini (1982). Com que en el seu moment no existia informació sobre Jehan Alain disponible en alemany, va decidir el 1981 continuar els seus estudis d'orgue amb Marie-Claire Alain a París, per investigar, al mateix temps, sobre el seu germà. En aquest any va conèixer Jean Langlais, que li va confiar algunes de les seves primeres obres per a orgue.
Va fer els exàmens estatals corresponents per a Filosofia i Pedagogia a la Universitat de Colònia el 1982, Música i maduració artística el 1982, interpretació d'orgue el 1985 a l'Escola Superior de Música de Colònia, sota la tutela del professor Viktor Lukas. També va estudiar al Conservatori de Rueil-Malmaison, a França, el 1983.
El 1982 es va convertir en organista de l'Església Luterana alemanya a París. Oferí recitals, conferències i classes magistrals, a Europa i als Estats Units, incloent-hi la Royal Academy of Music (Londres) i la Universitat de Michigan (Estats Units). Va fer actuacions que es van radiar a Alemanya Occidental i França. En el seu primer concert va interpretar obres de Jehan Alain i Johann Sebastian Bach.
Helga Schauerte ha gravat una trentena d'àlbums, incloent l'obra integral per a orgue de Jehan Alain i Dietrich Buxtehude; algunes peces de Johann Heinrich Buttstett, Michel Corrette, Max Reger, Léon Boëllmann, Théodore Dubois i Langlais, Francis Poulenc, els concerts per a orgue de Vierne, Marcel Dupré, Gottfried August Homilius, Johann Gottfried Walther, Johann Christian Kittel, Johann Peter Kellner, Andreas Armsdorff, Johann Gottfried Müthel. I l'obra completa per a orgue de J.S. Bach.
Helga Schauerte-Maubouet és autora del primer llibre en llengua alemanya sobre la música de Jehan Alain, ha descobert i adquirit prop de quaranta partitures autògrafes del compositor francès. Va ser contractada per Bärenreiter per contribuir a la nova edició de MGG (Musik in Geschichte und Gegenwart), per escriure sobre temes de música d'orgue francesa en el llibre Handbuch Orgelmusik (Manual sobre música d'orgue), i perquè publiqués edicions crítiques sobre les obres completes per a orgue de Léon Boëllmann, Théodore Dubois i Louis Vierne, així com de la música vocal de Marc-Antoine Charpentier. Va escriure articles per a la revista musical alemanya Ars Organi, la britànica Organists Review i la nord-americana The American Organist. També va compondre peces ambientades en cançons nadalenques franceses i alemanyes per a orgue, com també per a altres instruments, publicades per l'editorial alemanya de Merseburger.
Pel que fa al seu estudi de l'obra de Jehan Alain, a més dels registres duts a terme, també va fer un examen crític i una avaluació de tots els autògrafs coneguts fins avui. S'esforça per ser filològicamente consistent en la resolució dels problemes de redacció que han sorgit des que van aparèixer les primeres edicions, unes edicions que es van fer durant la Segona Guerra Mundial i només cobreixen aproximadament el 70% dels autògrafs que es coneixen avui dia. Les indicacions que falten en els manuscrits que es van utilitzar per a la primera edició van ser completats més tard per altres membres de la família Alain, successivament per Albert i Olivier Alain, i més tard per Marie-Claire Alain, però sense especificar que aquests no formaven part dels escrits originals.
Gràcies a les seves gires, els enregistraments per a ràdio i els CD, així com per la seva recerca musicològica, Schauerte-Maubouet es va convertir en una de les més destacades músiques de la seva generació. El 1987 va rebre el premi cultural d'Olpe, Alemanya. Des de 1990 la seva biografia ha estat inclosa en la International Who’s Who in Music, i ha estat seleccionada per figurar en 2000 Músics Excel·lents del segle XX.
Els seus concerts van incloure la interpretació integral de les obres per a orgue de Jehan Alain a París el 1986; i una primera interpretació de tres de les obres de Jean Langlais a l'orgue: B.A.C.H.: six pièces, Miniature II i Mort et résurrection. És, a més, professora del Conservatori Municipal Nadia et Lili Boulanger de París, i membre del jurat per a competicions internacionals d'orgue.
El 2006 va fundar una acadèmia d'orgue de Bach a Pontaumur.
Per la seva contribució i compromís amb la música francesa, Helga Schauerte va ser condecorada amb les insígnies de Chevalier de l'Orde des Arts et des Lettres; però també de l’Orde de Mèrit de la República Federal d’Alemanya.

## Vida personal
Helga Schauerte-Maubouet es va casar amb Philippe Maubouet el 22 de juliol de 1988. Els seus entreteniments són escalar la muntanya a peu, la lectura i la natació.

## Discografia
Obres integrals d'orgue de
- Jehan Alain: 2 volums (Motette, 11311 /11301) 1990
- Dietrich Buxtehude: 5 volums, Syrius (SYR 141.347/348/359/366/371), 2000-2002
- Johann Sebastian Bach: (under way) (Syrius, 7 volums editat en 2010)

Portraits
- Die Passauer Domorgel: Els plus grans orgues d'église du monde Cathédrale Saint-Étienne de Passau (Syrius, 141310) 1995
- Max Reger: œuvre d'orgue pour le temps de Noël (Syrius, 141320) 1997
- Johann Heinrich Buttstett (Syrius, 141334) 1998
- Jean Langlais (Ambient, ACD 9801) 1998
- Léon Boëllmann (Syrius, 141374) 2003
- Théodore Dubois (Syrius, 141382) 2004
- Louis-Nicolas Clérambault, Nicolas Séjan, Jean-François Dandrieu, en l'òrgan de Saint-Calais (Sarthe) (Syrius, 141396) 2005
- Michel Corrette, André Raison, Jacques-Marie Beauvarlet-Charpentier, Louis Marchand, Orgue historique de la Flèche (Sarthe) (Syrius, 141408) 2006
- Johann Sebastian Bach and his time. Historical Organs in the district of Olpe
- Organum Antiquum: Earliest Organ Music until Johann Sebastian Bach (Syrius, 141459) 2012

## Edició crítica
Obres completes per a orgue Bärenreiter
- 2002 - 2004 Léon Boëllmann, Vol I (BA 8424) - Vol II (BA 8425) - Vol III (1-3 BA 8462/63/64)
- 2005 - 2007 Théodore Dubois, Vol I (BA 8468) - Vol II (BA 8469) - Vol IV (BA 8471)
- 2008 - 2013 Louis Vierne, 10 Volumes among which Vol I, III, VI to IX available in 2012)
- 2011 Jehan Alain, Vol I (BA 8428) - Vol II (BA 8429) - Vol III (8430)

Piano Bärenreiter
- 2008 Louis Vierne, Complete Piano Works, Vol III (BA 9613)

Cor i orquestra Bärenreiter
- 2004 Marc-Antoine Charpentier, Et Deum H.146 3rd edition in 2010 (BA 7593)
- 2004 Marc-Antoine Charpentier, Messe de Minuit H.9 (BA 7592)
- 2005 Marc-Antoine Charpentier, Et Deum H.148(BA 7591)